# Красногорское (Запорожская область)
Красногорское (укр. Красногірське) — село,
Успеновский сельский совет,
Гуляйпольский район,
Запорожская область,
Украина.
Код КОАТУУ — 2321887502. Население по переписи 2001 года составляло 27 человек.

## Географическое положение
Село Красногорское находится на правом берегу реки Янчур,
выше по течению на расстоянии в 1 км расположено село Привольное,
ниже по течению на расстоянии в 3,5 км расположено село Приволье (Покровский район),
на противоположном берегу — село Рыбное.